# Pensionärspartiet i Nynäshamn
Pensionärspartiet i Nynäshamn (PPiN) är ett lokalt politiskt parti i Nynäshamns kommun.

## Historik
Pensionärspartiet bildades inför valet 1991. I valet kom partiet in i kommunfullmäktige med ett mandat. I valet 2006 fick (pp) 4,5 procent av rösterna, vilket är det bästa resultat som partiet någonsin har uppnått.
Så som namnet antyder har Pensionärspartiet främst profilerat sig i frågor som rör äldreomsorg och pensionärers situation i samhället. I andra frågor har partiets inriktning länge inte varit särskilt tydlig.
Efter valet 2006 har man kunnat notera att partiet har försökt att bredda sin politiska profil. Denna breddning kan ha att göra med ett par personer som tidigare har varit ledande inom Moderaterna och Kristdemokraterna i Nynäshamn nu har fått en ledande roll i partiet. Ideologiskt kan pensionärspartiet i Nynäshamn närmast betecknas som socialkonservativt. Partiet vill värna om utsatta grupper i samhället och betonar samtidigt vikten av civilkurage och samhällsmoral.
Pensionärspartiet har tidigare samarbetat med den borgerliga oppositionen i Nynäshamn. Efter valet 2002 hade (pp) ett oppositionssamarbete med Centerpartiet och Kristdemokraterna. Men efter valet 2006 har (pp) valt att ställa sig helt neutralt mellan de politiska blocken och inte ingå i organiserat samarbete med något annat parti.

## Valresultat
| År   | Röster | %    | Mandat  |
| ---- | ------ | ---- | ------- |
| 1991 | –      | –    | 1 av 45 |
| 1994 | –      | –    | 0 av 45 |
| 1998 | –      | –    | 1 av 45 |
| 2002 | 519    | 3,64 | 2 av 45 |
| 2006 | 662    | 4,44 | 2 av 41 |
| 2010 | 278    | 1,72 | 1 av 41 |
| 2014 | 564    | 3,30 | 1 av 41 |
| 2018 | 598    | 3,34 | 1 av 41 |
| 2022 | 414    | 2,33 | 1 av 41 |